# Смышляево (Кемеровская область)
Смышля́ево — посёлок в Прокопьевском районе Кемеровской области. Входит в состав Сафоновского сельского поселения.

## География
Центральная часть населённого пункта расположена на высоте 370 м над уровнем моря.

## Население
| 2010 |
| ---- |
| 287  |

### Половой состав
По данным Всероссийской переписи населения 2010 года, в посёлке Смышляево проживало 287 человек (141 мужчина, 146 женщин).